# 成正寺 (横浜市)
成正寺（じょうしょうじ）は、横浜市戸塚区柏尾町にある浄土真宗本願寺派（西本願寺末）の寺院。山号は東谷山。

## 歴史
創建は未詳。江戸時代後期の1847年（弘化4年）、寺社番匠明王太郎が現在の本堂を再建したという。

## 参考資料

### 文献資料
- 手中正『神輿と明王太郎 宮大工の技術と伝統』東京美術、1996年